# Olympische Sommerspiele 2012/Teilnehmer (Samoa)
| Gelbes Symbol für Goldmedaillen mit stilisierten Olympischen Ringen | Graues Symbol für Silbermedaillen mit stilisierten Olympischen Ringen | Braundes Symbol für Bronzemedaillen mit stilisierten Olympischen Ringen |
| ------------------------------------------------------------------- | --------------------------------------------------------------------- | ----------------------------------------------------------------------- |
| —                                                                   | —                                                                     | —                                                                       |

Samoa nahm in London an den Olympischen Spielen 2012 teil. Es war die insgesamt achte Teilnahme an Olympischen Sommerspielen. Vom Samoa Association of Sports and National Olympic Committee wurden acht Athleten in sieben Sportarten nominiert.
Fahnenträgerin bei der Eröffnungsfeier war die Gewichtheberin Ele Opeloge.

## Teilnehmer nach Sportarten

### Bogenschießen
| Athleten             | Wettbewerb | Qualifikation | Qualifikation | 1. Runde     | 1. Runde | 2. Runde      | 2. Runde      | Achtelfinale  | Achtelfinale  | Viertelfinale | Viertelfinale | Halbfinale    | Halbfinale    | Finale        | Finale        | Rang |
| Athleten             | Wettbewerb | Ringe         | Rang          | Gegner       | Ergebnis | Gegner        | Ergebnis      | Gegner        | Ergebnis      | Gegner        | Ergebnis      | Gegner        | Ergebnis      | Gegner        | Ergebnis      | Rang |
| -------------------- | ---------- | ------------- | ------------- | ------------ | -------- | ------------- | ------------- | ------------- | ------------- | ------------- | ------------- | ------------- | ------------- | ------------- | ------------- | ---- |
| Frauen               |            |               |               |              |          |               |               |               |               |               |               |               |               |               |               |      |
| Maureen Tuimaliifano | Einzel     | 520           | 63            | Lee Sung-jin | 0:6      | ausgeschieden | ausgeschieden | ausgeschieden | ausgeschieden | ausgeschieden | ausgeschieden | ausgeschieden | ausgeschieden | ausgeschieden | ausgeschieden | 33   |

### Gewichtheben
| Athleten       | Wettbewerb        | Reißen  | Reißen | Stoßen  | Stoßen | Zweikampf | Zweikampf | Rang |
| Athleten       | Wettbewerb        | Gewicht | Rang   | Gewicht | Rang   | Gewicht   | Rang      | Rang |
| -------------- | ----------------- | ------- | ------ | ------- | ------ | --------- | --------- | ---- |
| Frauen         |                   |         |        |         |        |           |           |      |
| Ele Opeloge    | Klasse über 75 kg | 117 kg  | 8      | 150 kg  | 6      | 267 kg    | 6         | 6    |
| Männer         |                   |         |        |         |        |           |           |      |
| Toafitu Perive | Klasse bis 77 kg  | 122 kg  | 12     | 167 kg  | 11     | 289 kg    | 11        | 11   |

### Judo
| Athleten    | Wettbewerb       | 1. Runde | 1. Runde | Achtelfinale  | Achtelfinale | Viertelfinale | Viertelfinale | Hoffnungsrunde Halbfinale | Hoffnungsrunde Halbfinale | Halbfinale    | Halbfinale    | Hoffnungsrunde Finale | Hoffnungsrunde Finale | Finale        | Finale        | Rang |
| Athleten    | Wettbewerb       | Gegner   | Ergebnis | Gegner        | Ergebnis     | Gegner        | Ergebnis      | Gegner                    | Ergebnis                  | Gegner        | Ergebnis      | Gegner                | Ergebnis              | Gegner        | Ergebnis      | Rang |
| ----------- | ---------------- | -------- | -------- | ------------- | ------------ | ------------- | ------------- | ------------------------- | ------------------------- | ------------- | ------------- | --------------------- | --------------------- | ------------- | ------------- | ---- |
| Männer      |                  |          |          |               |              |               |               |                           |                           |               |               |                       |                       |               |               |      |
| Aleni Smith | Klasse bis 73 kg | Freilos  | Freilos  | Jaromír Ježek | 000:100      | ausgeschieden | ausgeschieden | ausgeschieden             | ausgeschieden             | ausgeschieden | ausgeschieden | ausgeschieden         | ausgeschieden         | ausgeschieden | ausgeschieden | 17   |

### Kanu

#### Kanurennsport
| Athleten         | Wettbewerb | Vorlauf      | Vorlauf | Halbfinale    | Halbfinale    | Finale        | Finale        | Rang |
| Athleten         | Wettbewerb | Zeit         | Rang    | Zeit          | Rang          | Zeit          | Rang          | Rang |
| ---------------- | ---------- | ------------ | ------- | ------------- | ------------- | ------------- | ------------- | ---- |
| Männer           |            |              |         |               |               |               |               |      |
| Rudolph Williams | C-1 200 m  | 51,483 s     | 6       | 54,471 s      | 8             | ausgeschieden | ausgeschieden | 24   |
| Rudolph Williams | C-1 1000 m | 4:54,211 min | 6       | ausgeschieden | ausgeschieden | ausgeschieden | ausgeschieden | 17   |

### Leichtathletik
Springen und Werfen
| Athleten         | Wettbewerb  | Qualifikation | Qualifikation | Finale        | Finale        | Rang |
| Athleten         | Wettbewerb  | Weite/Höhe    | Rang          | Weite/Höhe    | Rang          | Rang |
| ---------------- | ----------- | ------------- | ------------- | ------------- | ------------- | ---- |
| Männer           |             |               |               |               |               |      |
| Emanuele Fuamatu | Kugelstoßen | 17,78 m       | 18            | ausgeschieden | ausgeschieden | 35   |

### Taekwondo
| Athleten              | Wettbewerb        | Achtelfinale  | Achtelfinale | Viertelfinale | Viertelfinale | Halbfinale    | Halbfinale    | Hoffnungsrunde Halbfinale | Hoffnungsrunde Halbfinale | Hoffnungsrunde Finale | Hoffnungsrunde Finale | Finale        | Finale        | Rang |
| Athleten              | Wettbewerb        | Gegner        | Ergebnis     | Gegner        | Ergebnis      | Gegner        | Ergebnis      | Gegner                    | Ergebnis                  | Gegner                | Ergebnis              | Gegner        | Ergebnis      | Rang |
| --------------------- | ----------------- | ------------- | ------------ | ------------- | ------------- | ------------- | ------------- | ------------------------- | ------------------------- | --------------------- | --------------------- | ------------- | ------------- | ---- |
| Frauen                |                   |               |              |               |               |               |               |                           |                           |                       |                       |               |               |      |
| Talitiga Crawley      | Klasse über 67 kg | Milica Mandić | 2:16         | ausgeschieden | ausgeschieden | ausgeschieden | ausgeschieden | ausgeschieden             | ausgeschieden             | ausgeschieden         | ausgeschieden         | ausgeschieden | ausgeschieden | 7    |
| Männer                |                   |               |              |               |               |               |               |                           |                           |                       |                       |               |               |      |
| Kaino Thomsen-Fuataga | Klasse über 80 kg | Anthony Obame | 2:9          | ausgeschieden | ausgeschieden | ausgeschieden | ausgeschieden | ausgeschieden             | ausgeschieden             | ausgeschieden         | ausgeschieden         | ausgeschieden | ausgeschieden | 7    |